# Petišovci
Petišovci este o localitate din comuna Lendava, Slovenia, cu o populație de 843 de locuitori.